# シェキナ
シェキナ（shekhinah）は、「住居」または「定住」を意味するヘブライ語であり、神の存在の住居または定住を意味する。 
この用語は聖書には出てこず、ラビ文献に由来している:148。 

## カバラ

### 安息日の花嫁
安息日の花嫁としてのシェキナのテーマは、16世紀のカバリストであるイツハク・ルリアの著作と歌の中で繰り返されている。 

### 女性的側面
カバラはシェキナを女性と結び付ける:128, n.51。ゲルショム・ショーレムによると、「このアイデアの導入は、カバリズムの最も重要で永続的な革新の一つだった。カバリズムの他の要素は、これほどの人気を獲得しなかった」。「女性的なユダヤ教の神聖な存在であるシェキナは、カバラ文学を初期のユダヤ文学と区別している」。  

## 人類学的見解

### ラファエル・パタイ
人類学者のラファエル・パタイによる「ヘブライの女神」と題された作品の中で、著者は、シェキナという用語は、聖書と中世のユダヤ人のカバラの資料を比較対照した結果、女神を指すと主張している。本の中で、パタイはヘブライの女神アーシラトとアナトについても論じている。 